# Путешествие на Луну (фильм, 1902)
«Путешествие на Луну» (фр. Le Voyage dans la Lune) — французский научно-фантастический фильм 1902 года, режиссёра Жоржа Мельеса. Немая короткометражная фарсовая комедия, пародирующая сюжеты романов Жюля Верна «Из пушки на Луну» и Герберта Уэллса «Первые люди на Луне». Поставлена Мельесом по собственному сценарию, на созданных им декорациях, на его частной студии и силами его актёрской группы. Считается первым научно-фантастическим фильмом в истории кино.
Фильм имел международный успех, особенно в Соединённых Штатах Америки. Его необычная продолжительность, нестандартные декорации, инновационные спецэффекты и акцент на повествовании оказали заметное влияние на других кинематографистов и, в конечном счете, на развитие повествовательного кино в целом. Ученые отметили широкое использование в фильме патафизической и антиимпериалистической сатиры, а также его широкое влияние на более поздних кинематографистов и его художественное значение в рамках французской театральной школы. После ухода Мельеса из киноиндустрии фильм был забыт, но в 1930-х годах вновь получил широкое обсуждение после того, как значение Мельеса в истории кинематографа начало признаваться поклонниками кино и критиками. Оригинальная раскрашенная вручную копия фильма была обнаружена в 1993 году и восстановлена в 2011 году.
Среди сотен фильмов, снятых Мельесом, «Путешествие на Луну» остаётся самым известным, и момент, когда снаряд прилуняется прямо в «глаз» Луне, остаётся одним из самых знаковых и часто упоминаемых кадров в истории кинематографа.

## Сюжет
На заседании астрономического клуба его президент, профессор Барбенфуйлис, предлагает отправить экспедицию на Луну. Несогласие высказывает только один член клуба, пять других отважных астрономов — Нострадамус, Алькофрисбас, Омега, Микромегас, Парафарагарамус, соглашаются на экспедицию. Они строят космическую капсулу в форме пули и огромную пушку, чтобы стрелять из неё в космос. Астрономы торжественно садятся на корабль, капсулу с ними загоняют в пушку и выстреливают ими по направлению Луны. Луна, показанная в виде человеческого лица, наблюдает за приближением снаряда, который попадает ей прямо в глаз.
Благополучно приземлившись на Луну, астрономы выходят из капсулы и наблюдают за восходом Земли на горизонте. Утомлённые путешествием, они разворачивают одеяла прямо на поверхности Луны и засыпают. Пока они спят, мимо пролетает комета, появляется Большая Медведица с женскими лицами, выглядывающими из каждой звезды, старый Сатурн высовывается из окна на своей окольцованной планете, и появляется Феба (спутник Сатурна), сидящая в полумесяце. Феба вызывает снегопад, который будит астрономов, и они ищут убежище в пещере, где обнаруживают гигантские грибы. Один астроном открывает свой зонтик, который быстро пускает корни и сам превращается в гигантский гриб.
В этот момент появляется селенит (насекомообразный житель Луны, названный в честь одной из греческих лунных богинь Селены) и нападает на учёных, но его легко убивают зонтиком, селенит просто взрывается и превращается в пыль. Появляется всё больше селенитов, и астрономам становится все труднее отбиваться от них. Селениты захватывают астрономов и ведут их во дворец своего царя. Один астроном поднимает царя селенитов с трона и бросает его на землю, после чего тот тоже взрывается.
Астрономы бегут обратно к своей капсуле, продолжая бить преследующих их селенитов, и пятеро успевают запрыгнуть внутрь снаряда. А шестой астроном, сам Барбенфуйлис, использует веревку, чтобы столкнуть капсулу с края Луны, прямиком в космос. Селенит пытается захватить капсулу в последнюю минуту. Астроном, капсула и селенит падают с Луны в океан на Земле, где их спасает корабль и буксирует на берег. В заключительном эпизоде (отсутствующем в некоторых версиях фильма) изображён праздничный парад в честь возвращения путешественников, включая демонстрацию плененного селенита и открытие памятной статуи с девизом «Labor omnia vincit» (с лат. «труд всё побеждает»).

## В ролях
Когда вышел фильм «Путешествие на Луну», имена актёров в фильмах не указывались. Указание списка актёров стало более поздней традицией в кино. Тем не менее на основе имеющейся информации имена некоторых актёров удалось установить:
- Жорж Мельес — профессор Барбенфуйлис[6][7]. Мельес — фокусник и в первую очередь пионер французского кинематографа, которого сейчас принято считать первым человеком, осознавшим потенциал игрового кино[8], уже добившийся значительного успеха в этом плане в своих экранизациях «Золушки» (1899) и «Жанны д’Арк» (1900)[9]. Его активное участие во всех своих фильмах в качестве режиссёра, продюсера, сценариста, художника, техника, публициста, редактора и часто актёра делает его одним из первых кинематографистов[10]. Говоря о своей поздней работе, Мельес заметил: «величайшие трудности в реализации собственных идей заставляли меня иногда играть главную роль в своих фильмах… Я был звездой, сам того не зная, поскольку этого термина ещё не существовало[11].» В общей сложности Мельес сыграл главную роль как минимум в 300 своих фильмах[12].

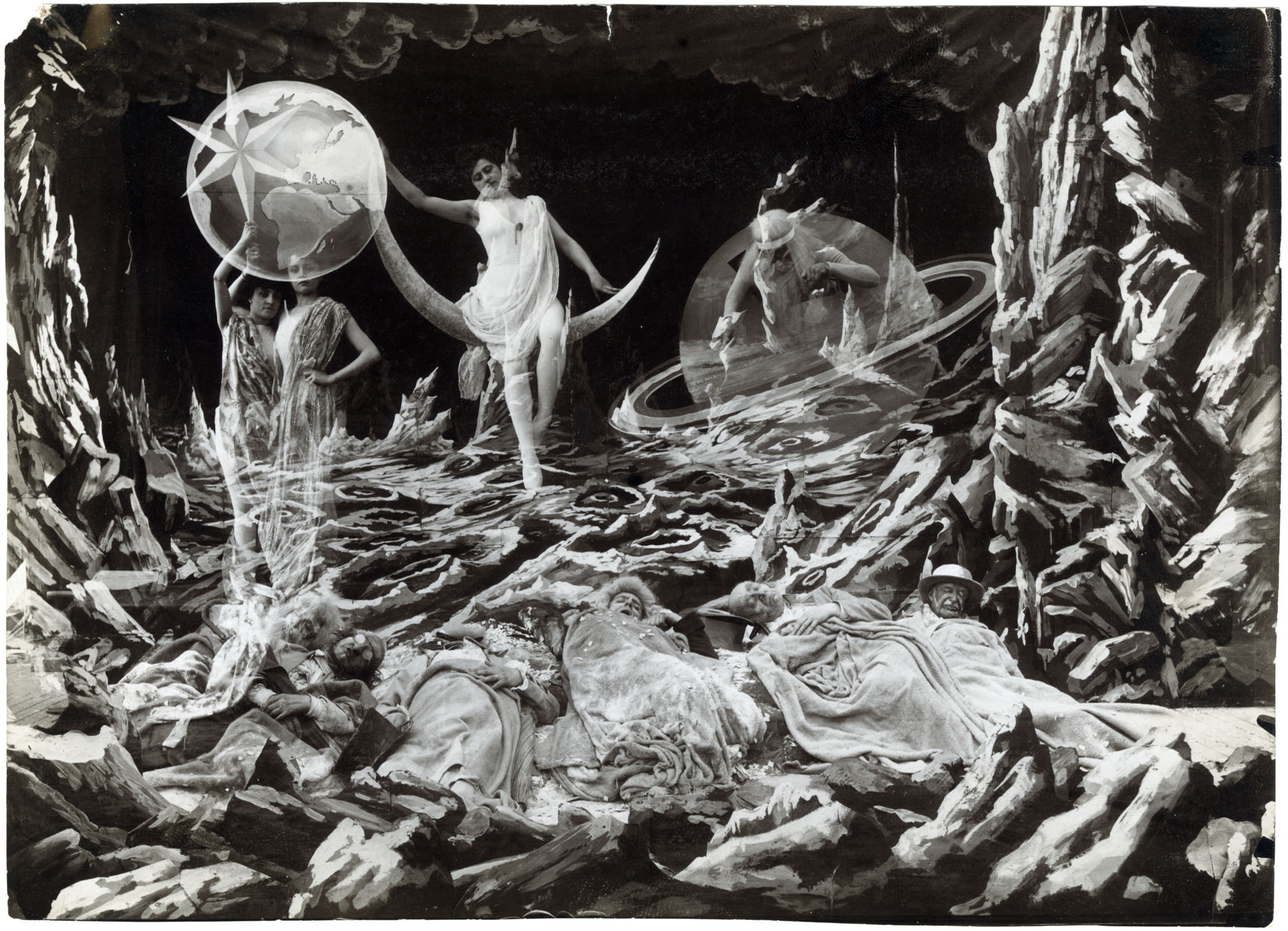
Блёэтт Бернон в роли Фебы (девушка, сидящая на месяце)

- Блёэтт Бернон в роли Фебы (девушка, сидящая на месяце)Блёэтт Бернон — Феба, в эпизоде, где путешественники уснули на Луне. Мельес познакомился с Бернон в 1890-х годах в кабаре L’Enfer, где она выступала. Помимо «Путешествия на Луну» актриса снялась ещё в четырёх фильмах Мельеса[13].
- Франсуа Лаллеман — офицер морской пехоты. Лаллемен был одним из наёмных операторов кинокомпании Star Film Company[13].
- Анри Деланной — капитан ракеты[6].
- Жюль-Эжен Легрис — руководитель парада. Легрис был фокусником, выступавшим в театре сценических иллюзий Мельеса, Робер-Уден в Париже[14].
- Виктор Андре, Дельпьер, Фаро, Кельм и Брюннет — астрономы. Андре работал в театре Cluny, остальные пели во французских мюзик-холлах[15].
- Балерины театра Châtelet в ролях Звёзд[15] и массовки рядом с пушкой[16].
- Акробаты театра Folies Bergère — Селениты[15].

## Производство

### Вдохновение

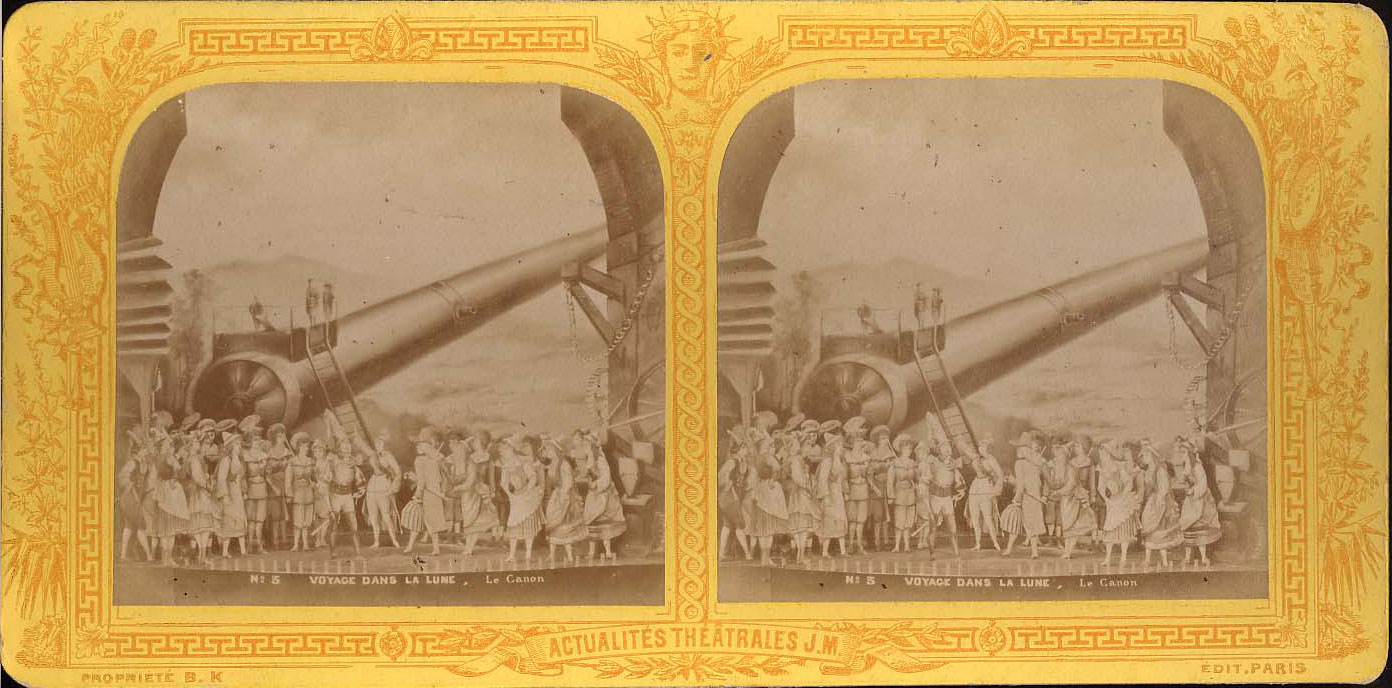
Стереоскопическая карта, на которой изображена сцена из оперы Жака Оффенбаха «Le voyage dans la lune»

Когда в 1930 году Жоржа Мельеса спросили, что его вдохновило на создание фильма «Путешествие на Луну», то он ответил, что это были два романа Жюля Верна, «С Земли на Луну прямым путём за 97 часов 20 минут» (1865) и «Вокруг Луны» (1870). Историки кино, в первую очередь французский писатель середины XX-го века Жорж Садуль, предполагали, что источником вдохновения также мог послужить роман Герберта Уэллса «Первые люди на Луне» (1901), французский перевод которого был опубликован за несколько месяцев до того, как Мельес снял свой фильм. Садуль утверждал, что первая половина фильма (вплоть до выстрела из пушки) была вдохновлена Верном, а вторая половина фильма с приключениями путешественников на Луне взята из романа Уэллса.
В дополнение к литературным источникам, некоторые киноведы высказывали предположение о том, что на Мельеса могли повлиять оперетта Жака Оффенбаха «Le voyage dans la lune», которая в свою очередь была нелегальной пародией на романы Верна, а также аттракцион под названием «Путешествие на Луну» на панамериканской выставке 1901 года в Буффало, штат Нью-Йорк. Французский историк кино Тьерри Лефевр выдвигает гипотезу о том, что Мельес опирался на обе эти работы, но по-разному: видимо, сама структура фильма — «путешествие на Луну, посадка на Луну, встреча со страшными инопланетянами, поход под землёй, встреча с человеком на Луне и жёсткое возвращение на Землю, в реальность» — взята прямо из аттракциона 1901 года, а множество других элементов сюжета (включая присутствие шести астрономов с псевдонаучными именами, телескопы, которые превращаются в табуреты, пушка, установленная над землёй, сцена, в которой кажется, что Луна приближается к зрителю, лунная метель, сцена восхода земли и путешественники с зонтиками), не говоря уже о пародийном тоне фильма взяты из оперетты Оффенбаха.

### Съёмки

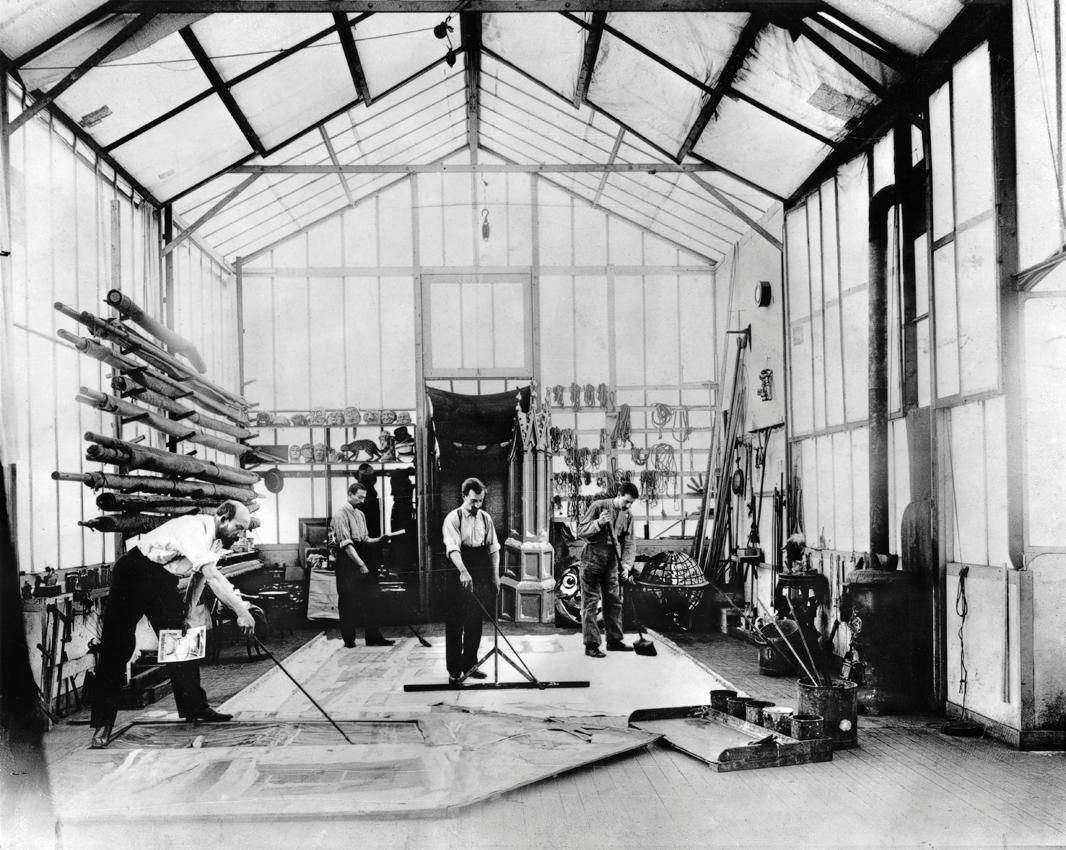
Мельес (слева) в студии, в которой снимался фильм «Путешествие на Луну»

Как отмечает писатель Рон Миллер, «Путешествие на Луну» был одним из самых сложных фильмов, созданных Мельесом, в котором использовался «каждый трюк, который он выучил или изобрёл». Это был его самый длинный фильм в то время; и бюджет, и продолжительность съёмок были необычайно щедрыми. Стоимость съёмок составила десять тысяч франков, а на их завершение ушло три месяца. Операторами были Теофиль Мишо и Люсьен Тенги, которые ежедневно работали с Мельесом в качестве наемных работников в Star Film Company. Помимо основной работы, операторы Мельеса также помогали в разработке фильма и создании декораций, а другой наёмный оператор, Франсуа Лаллеман, сыграл роль морского офицера. В большинстве случаев Мельес старался на каждый фильм нанимать новых актёров, привлекая талантливых людей из парижского театрального мира, в котором у него было много связей. Им платили по одному луидору в день, что значительно превышало жалованье конкурентов, и в полдень они обедали с Мельесом совершенно бесплатно.
Киностудия Жоржа Мельеса, которую он построил в Монтрёй в 1897 году, представляла собой здание, похожее на теплицу, со стеклянными стенами и потолком, чтобы пропускать как можно больше солнечного света. Данная концепция использовалась большинством фотостудий в 1860-х годах. Студия была построена с теми же размерами, что и собственный театр Мельеса Робер-Уден (13,5×6,6 м). На протяжении всей своей кинокарьеры Мельес работал по строгому графику, планируя фильмы по утрам, снимая сцены в самые светлые часы дня, ухаживая за кинолабораторией и театром Робер-Удена в конце дня и посещая спектакли в парижских театрах вечером.

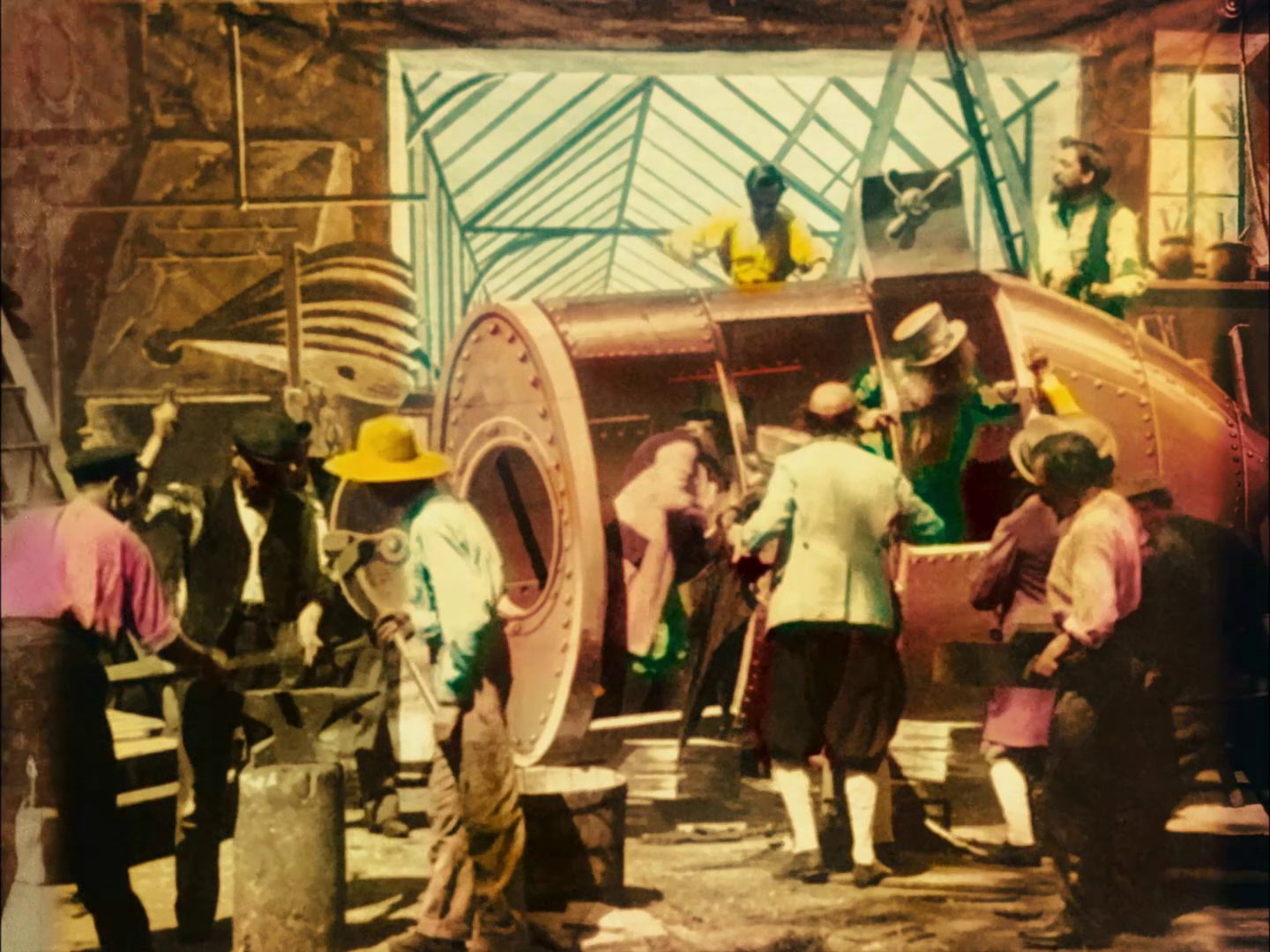
Декорации, напоминающие реальную крышу в студии

По воспоминаниям Мельеса, большая часть завышенной стоимости «Путешествия на Луну» была связана с механическим управлением декорациями и в частности, костюмами Селенитов, которые были сшиты специально для фильма из холста и картона. Сам Мельес лепил прототипы для голов, ног и коленных чашечек из терракоты, а затем создавал для них гипсовые формы. Специалист по изготовлению масок использовал эти формы для изготовления картонных вариантов одежды для актёров. Один из фонов фильма, показывающий внутреннюю часть мастерской со стеклянной крышей, в которой производят капсулу для полета, специально был окрашен так, чтобы быть похожим на настоящую студию, в которой снимался фильм.
Многие из спецэффектов в «Путешествии на Луну», как и во многих других фильмах Мельеса, были созданы с использованием техники «замещающий сплайс», при которой оператор прерывал съёмку на достаточное время, за которое в сцене успевали что-то убрать или добавить, после чего продолжал снимать, тем самым, например, создавая эффект превращения телескопов астрономов в табуретки или исчезновение взрывающихся Селенитов в клубах дыма. Другие эффекты создавались с помощью театральных средств, таких как сценическая техника и пиротехника. В фильме также есть переходные растворения, то есть постепенный переход от одного кадра к другому.
Псевдотрекинговая сцена, в котором камера приближается к Луне с человеческим лицом, была снята с использованием эффекта, изобретенного Мельесом годом ранее для фильма «Человек с резиновой головой». Вместо того чтобы двигать тяжелую камеру к актёру, Мельес закрепил камеру на месте. Актёр сел в специальное кресло, которое находилось на рампе с рельсами, и кресло начало двигаться в сторону камеры, тем самым создавая эффект приближения. Сам же актёр был полностью укрыт в чёрный бархат так, чтобы из него выглядывало только лицо. Подобный приём позволил режиссёру лучше контролировать перемещение лица в кадре, нежели это было бы сделано при движении самой камеры. Замещающий сплайс позволил модели капсулы внезапно появиться в глазу актёра, играющего Луну, завершая кадр. Другой примечательный эффект — это погружение капсулы в океан, сцена была получена путём многократной экспозиции: сначала капсула падала перед чёрным фоном, после была наложена на кадры океана. Далее следует сцена, в которой капсула падает на дно океана и всплывает на поверхность. Для этого отдельно был снят аквариум с головастиками и отдельно — движение картонной капсулы, далее при помощи наложения кадров друг на друга получился эффект того, что капсула и правда опускалась на дно океана. Спуск капсулы с Луны был запечатлён на четырёх кадрах, что заняло около двадцати секунд съемочного времени.

### Колоризация
Как и по меньшей мере 4 % продукции Мельеса (включая основные фильмы, такие как «В царстве фей», «Невероятное путешествие» и «Севильский цирюльник»), некоторые плёнки «Путешествия на Луну» были индивидуально раскрашены вручную в колористической лаборатории Элизабет Тюилье в Париже. Тюилье, бывший колорист стекольных и целлулоидных изделий, руководила студией из двухсот человек, которые рисовали прямо на кинопленке кистями, в тех цветах, которые она выбрала и определила. Каждому работнику был назначен свой цвет, для одного фильма часто использовалось более двадцати отдельных цветов. В среднем лаборатория Тюилье произвела около шестидесяти раскрашенных вручную копий фильма.

### Музыка
Несмотря на то, что фильмы Мельеса были немыми, они не предназначались для беззвучного просмотра; кинопрокатчики часто использовали специального рассказчика, который объяснял сюжет по ходу его развития на экране, его слова и сам фильм сопровождались звуковыми эффектами и живой музыкой. Мельес сам проявлял значительный интерес к музыкальному сопровождению своих фильмов и подготовил специальные партитуры для нескольких из них, включая «В царстве фей» и «Севильский цирюльник».

## Галерея

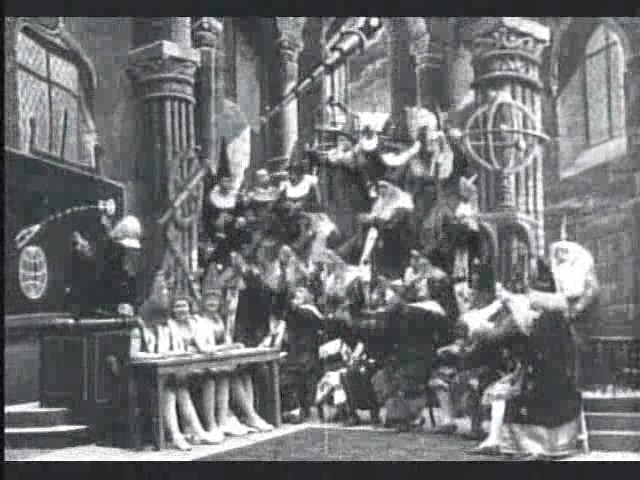
Заседание в Академии
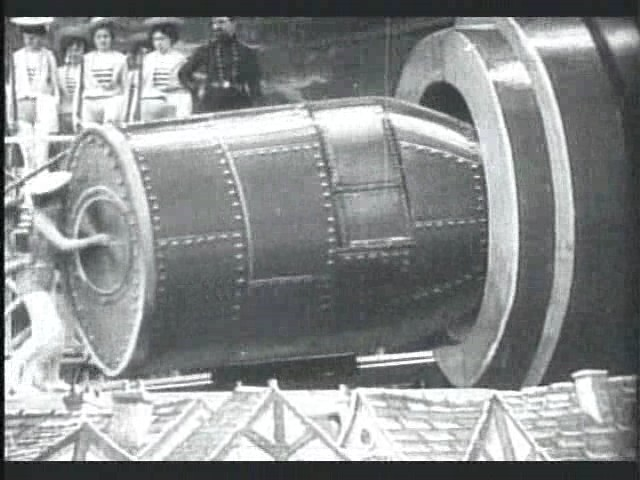
Запуск космического корабля-снаряда
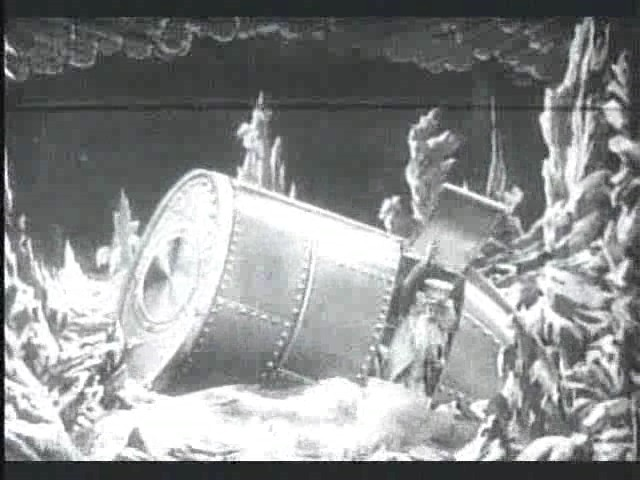
Прибытие экспедиции на Луну
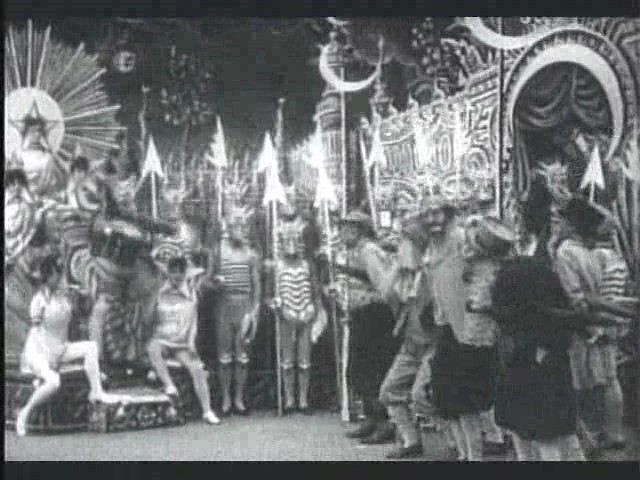
Дворец селенитов
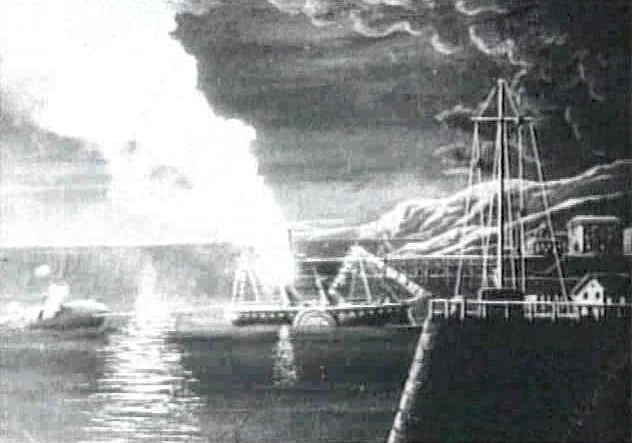
Возвращение на Землю

## Версия с русским тифлокомментарием
В 2021 году была выпущена версия с русским тифлокомментарием — словесным описанием для незрячих. Руководил проектом Иван Борщевский (Евразийская лига субтитровщиков). Консультантами выступили Павел Обиух (КСРК ВОС) и Маргарита Мельникова (проект «Опиши мне»). Текст тифлокомментария озвучил актёр Радик Мухаметзянов. По словам Алексея Козуляева, генерального директора компании «РуФилмс», это первый тифлокомментарий немого кино в России.

## Влияние

### В кинематографе
- Сохранился ремейк этого фильма, поставленный в 1908 году Сегундо де Шомоном под названием «Экскурсия на Луну» (фр. Excursion dans la lune).
- Сильно сокращённый вариант «Путешествия на Луну» (уменьшена сцена диспута, первая встреча с селенитами, полностью вырезана отливка пушки, спуск учёных под поверхность Луны, падение в море, погружение снаряда и его буксировка пароходом) был включен в качестве своеобразного «предисловия» в знаменитый фильм Майкла Андерсона «Вокруг света за 80 дней» (1956).
- В 2011 году вышел фильм Мартина Скорсезе «Хранитель времени» (Hugo), сюжет которого переплетается с биографией Жоржа Мельеса и его фильмом «Путешествие на Луну».
- Во второй серии мультипликационного сериала «Футурама» Бендер вонзает бутылку в глаз маски, скрывающей лицо распорядителя луна-парка. Этот момент является прямой отсылкой к попаданию снаряда в глаз Луны в фильме «Путешествие на Луну».
- В 12 эпизоде американского мини-сериала «С Земли на Луну» в псевдодокументальной манере восстановлены события 1902 года, съёмок фильма «Путешествие на Луну». Роль Жоржа Мельеса исполнил Чеки Карио, роль его ассистента Жана-Люка Депона — Том Хэнкс.
- В Тридцать четвёртой серии пятого сезона Мультсериала «Удивительный мир Гамбола» Фейерверк врезается в глаз луны. Этот момент также как и в случае с Футурамой является прямой отсылкой к попаданию снаряда в глаз луны в фильме «Путешествие на Луну»

### В музыке
- Сюжет фильма был использован в видеоклипах «Heaven for Everyone» группы Queen (1995) и «Tonight, Tonight» группы The Smashing Pumpkins (1996).
- В 2012 году французский дуэт Air, вдохновлённый фильмом «Путешествие на Луну», выпустил альбом Le Voyage dans la Lune, обложка которого представляет собой самую известную иллюстрацию этой картины.

### Признание критиков
- Журнал The Village Voice назвал «Путешествие на Луну» одним из 100 величайших фильмов XX века и поставил фильм на 84-е место[45].
- Сайт IGN включил фильм в свой список 100 лучших фантастических фильмов[46].
- Журнал «Мир фантастики» включил «Путешествие на Луну» в число 150 главных фантастических фильмов, назвав его первым научно-фантастическим фильмом[47].